# Gadila cobbi
Gadila cobbi is een Scaphopodasoort uit de familie van de Gadilidae. De wetenschappelijke naam van de soort is voor het eerst geldig gepubliceerd in 1998 door Lamprell & Healy.